# 第54回NHK紅白歌合戦
『第54回NHK紅白歌合戦』（だいごじゅうよんかいエヌエイチケイこうはくうたがっせん）は、2003年（平成15年）12月31日にNHKホールで行われた通算54回目のNHK紅白歌合戦。19時30分 - 21時20分および21時30分 - 23時45分にNHKで生放送された。

## 概要
- 12月1日より東京、大阪、名古屋の3地区で地上デジタルテレビ放送（通称・地デジ）の本放送が始まり、紅白も今回より地デジでも放送開始。それまで、総合・BS2とBShiでは、テロップを別に挿入していた（後者では、16:9サイズを前提にした位置に表示するため）が、今回から2009年（第60回）までは全テレビ放送波でアナログ放送の4:3サイズの範囲内でのテロップ表示になった。
- 本紅白の裏番組として、民放で三つ巴の格闘技中継が行われた。
  - TBS系列：『K-1 PREMIUM 2003 Dynamite!!』（ナゴヤドーム）
  - フジテレビ系列：『PRIDE SPECIAL 男祭り 2003』（さいたまスーパーアリーナ）
  - 日本テレビ系列：『INOKI BOM-BA-YE 2003』（神戸ウイングスタジアム）

### 放送まで
- 今回のテーマは「素晴らしいニッポン　心に響く紅白を」[1]
- 司会発表は11月13日に行われた[2]。
- 両組司会について、紅組が有働由美子・膳場貴子、白組が阿部渉・高山哲哉となり、1986年（第37回）以来17年ぶりの両組司会2人体制となったが、NHKアナウンサー同士（両組司会4人全員アナウンサー）の両組司会2人体制は史上初である[2][注 1]。なお、有働・阿部はここ2年間も両組司会を担当しており3連投となった一方、膳場・高山は2002年（前回）共に審査員リポートを担当しており事実上の昇格という形になった[注 2]。また、当時30歳の高山は男性アナウンサーの史上最年少司会記録を打ち立てた。
- 一方総合司会については、ここ2年間の担当者だった三宅民夫から後輩の武内陶子に交代となった。有働と武内は同期入局且つ神戸女学院大学出身同士である（大学では武内が先輩であるが、大学在学中に2年間海外に留学していたため、帰国時に有働と同学年になった）。
- 当時NHK会長の海老沢勝二は早い時期に「今年も司会はアナウンサーの起用」との方針を打ち出し、アンケート調査などで評判の良かった有働・阿部の両組司会続投を決定させつつ、隠し玉として膳場・高山を初起用した。総合司会については、武内を初起用しフレッシュ感を薫らせたという[2]。
- 司会発表前、『スポーツニッポン』（10月14日付）が「有働・阿部を軸に両組司会の人選が進んでいる」、『読売新聞』（司会発表当日付）が「有働・阿部の両組司会続投および武内の総合司会初起用が決定」とそれぞれリークがされた。
- 前回設けられた「サポーター代表」は廃止された。一方、司会者や出場歌手の発表前、このポジションに翌年の大河ドラマ『新選組!』の出演者同士である優香・香取慎吾（SMAP）らの起用が濃厚との報道がされた[3]。
- 今回は曲順をギリギリまで公表しないと発表された[4]が、後に29日に発表する可能性があると報道され[5]、実際に29日に曲順が発表された[6]。
- 有働・膳場と出場歌手で行った打ち合わせの際、有働と膳場の間で対立が見られたとの報道がされた[7]。

### 当日のステージ

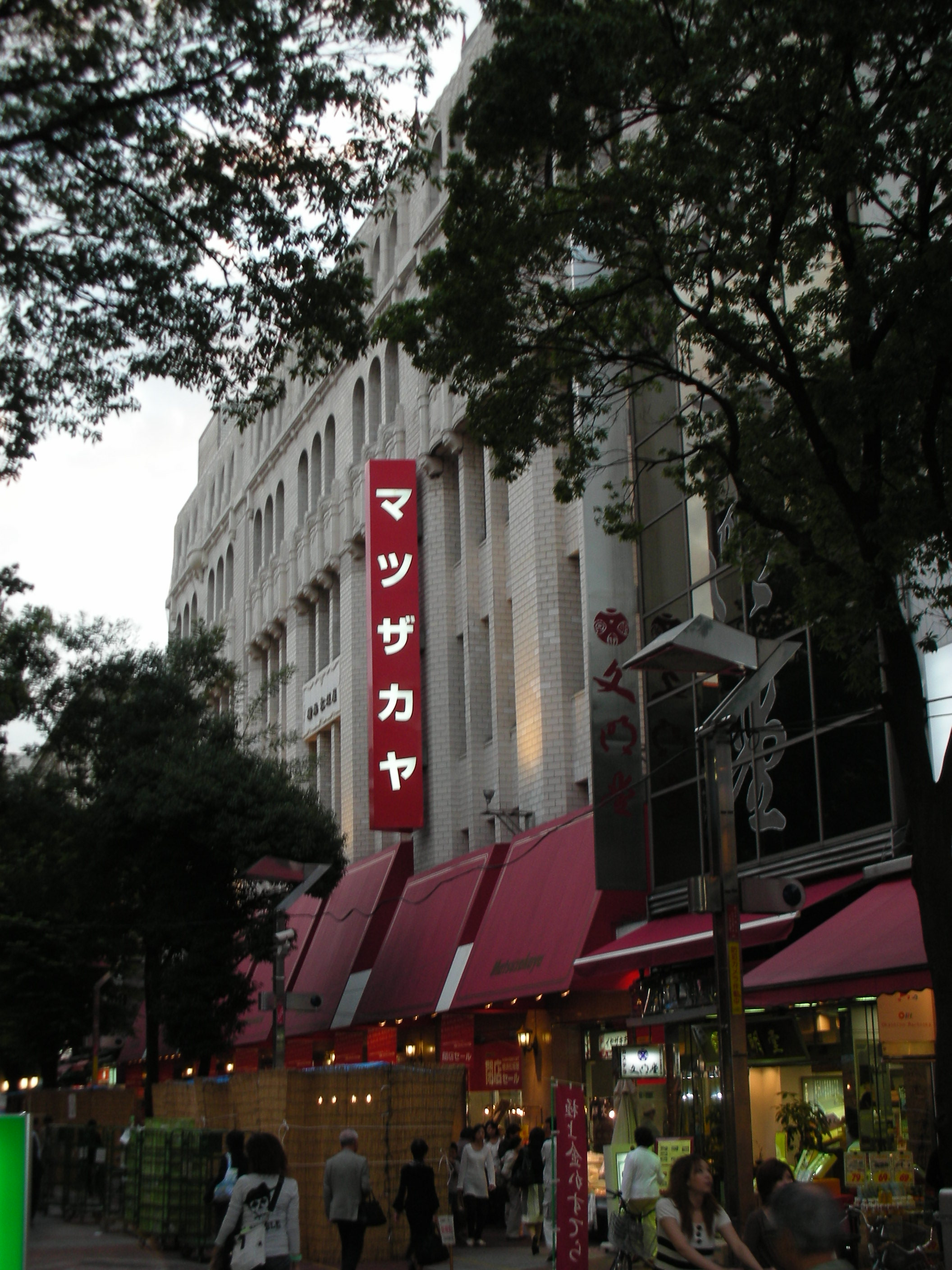
ゆずが「またあえる日まで」などをメドレーで披露した横浜松坂屋（現在はカトレヤプラザ伊勢佐木に改築）

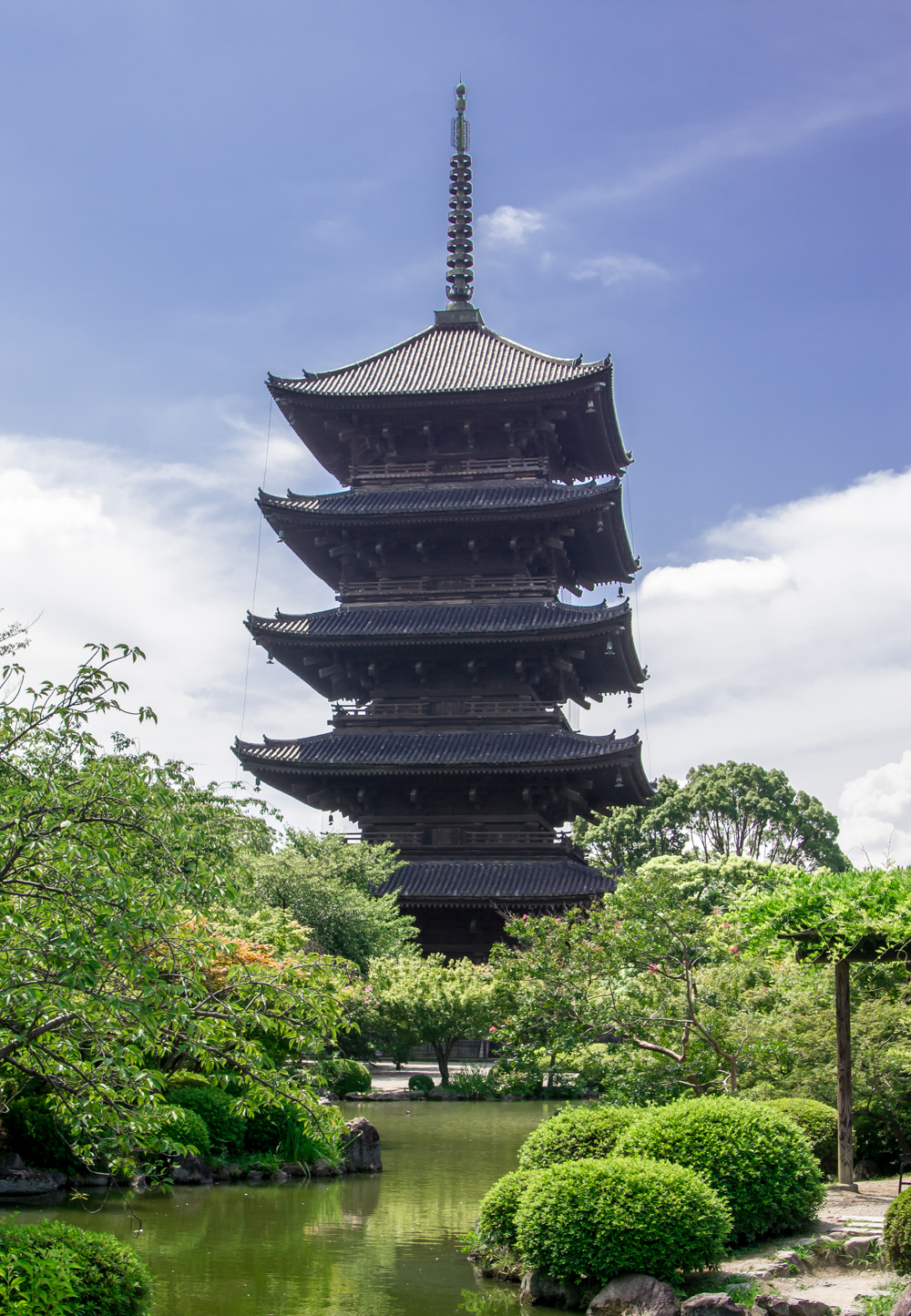
倉木麻衣が「Stay by my side」を歌唱した東寺（教王護国寺）の五重塔

- ここ3年間設けられていた審査員リポートは撤廃され、審査員紹介は今回から2007年（第58回）までは総合司会が担当する体制に戻った。
- 監督としてプロ野球・阪神タイガースを18年ぶりの優勝に導いた星野仙一監督が審査員を務めた。また、この年メジャーリーグ・ニューヨーク・ヤンキースに移籍し、4番打者としてワールドシリーズ出場を果たした松井秀喜とその父親の松井昌雄が「デジタルお茶の間審査員」となり、自宅からの中継もあった。また、開会宣言も松井秀喜が自宅から行った。ちなみに、昌雄はこの年本紅白出場歌手である香西かおりとデュエット曲「ゆきずり物語」を発表しており、歌手としての出演も噂されたが、実現しなかった。
- この年、テレビ放送開始50年ということもありオープニングでは、これまでの歴史的出来事や番組、紅白の名場面が武内のナレーションとともに紹介された。
- 有働が今回着用した衣装の総額は6000万にも及んだとされる[8]。
- 今回も爆笑問題（田中裕二・太田光）が応援ゲストとして登場。だが今回を最後に爆笑問題は紅白に出演していない[注 3]。
- 初出場した1990年（第41回）でドイツの首都・ベルリンから中継で3曲歌唱（15分以上）したことが問題になり、以後長らくNHKに出演していなかった[注 4]長渕剛がこの年5月、11年半ぶりのNHK出演となった『夢・音楽館』に続き、13年ぶりに紅白出場[9][10]。初めてNHKホールで出演し、この年のヒット曲「しあわせになろうよ」を歌唱。
- 今回からモーニング娘。として参加した道重さゆみと田中れいなの2人は初の平成生まれの出場歌手となった[11]。
- ZONEは当時、リーダーのTAKAYOが脱退前最後のステージとなった。
- お笑いブームの影響で、はなわとテツandトモ（テツ・トモ）が当日限りのユニットで歌手として出場した。なおこの2組は『爆笑オンエアバトル』の常連であり、彼らの応援ゲストとしてダンディ坂野をはじめとした番組常連のお笑い芸人が大勢登場した。当時『オンエアバトル』の司会を担当していた藤崎弘士も一時ラジオ実況席を離れステージに登場したが小野文惠から呼び出しを食らいラジオ実況席に戻ってしまった。
- ゆずが初出場しデビュー前に歌っていたという横浜松坂屋（現：カトレヤプラザ伊勢佐木）前からの中継で「夏色」、「濃」、「またあえる日まで」のメドレーを歌う。ギター弾き語り形式だった[12]。
- 第1部の白組トリおよび大トリとなる森進一の「狼たちの遠吠え」のステージでは、楽曲提供した長渕がギター・コーラスで参加した。
- aikoは当時交際していた国分太一が属するTOKIOと直接対決した[13]。
- 平井堅は「見上げてごらん夜の星を」を披露したが、オリジナルを唱った坂本九の映像を流す演出で、感動的な共演を果たした。
- 前回に引き続き、和田アキ子と中居正広（当時・SMAP）を進行役に据えた輪唱がテーマのコーナーが行われた。
- 応援ゲストで登場した仲間由紀恵は、仲間が自ら主演を務めるテレビ朝日系ドラマで映画作品でもある『トリック』で使用される台詞を用いて紅組の応援を行った。
- 毎年恒例の小林幸子と美川憲一の豪華衣装対決について、美川が赤いドレスから白いドレスへと早変わりするパフォーマンスを披露。早変わり後は背中に大きな羽が現れ、ドレスが前年に続き青い電飾で輝く演出を披露した。「さそり座の女 2003」はアラビアン風のアレンジで歌唱された。歌唱終了後、裏番組である『K-1 PREMIUM 2003 Dynamite!!』でのボブ・サップ曙太郎戦を意識して、「ボブ・サップなんか、イチコロよ!」と言い会場の笑いを誘った。一方の小林幸子は「孔雀」をイメージした衣装で登場するはずだったが、間奏あたりでセットが故障。3つある羽のうち1つしか作動しないというトラブルに見舞われた[12]。当の小林は観客のブーイングで失敗を悟ったという。その後、小林は1ヶ月半後に放送された『NHK歌謡コンサート』で改良と調整を重ねて同衣装を披露し見事成功させた。
- 今回最大の目玉は当時立命館大学の学生であった倉木麻衣であった。倉木は地元京都の教王護国寺（通称・東寺）からの中継で、五重塔を背後に「Stay by my side」を歌い、紅白史上初の国宝からの中継となった[14][12]。

#### SMAPの大トリと史上初の完封勝利
- 紅組トリは天童よしみが務めた。歌唱した「美しい昔」は外国曲であり、外国曲がトリとなるのは史上初である。なお、天童が紅組トリに起用されたことに関し、和田が「（紅組トリは）天童よりあゆだろう」と番組側に苦言を呈した[15]。
- SMAPが初めて白組トリおよび大トリを担当（グループがトリを務めるのは史上初[注 5]）し、この年のオリコン年間シングルチャート1位となった「世界に一つだけの花」を歌唱した。この結果、SMAPは史上初のトップバッターとトリの双方を経験したグループとなったほか、同リーダーの中居は男性で初の組司会・トリ（大トリ）の双方経験者となった。また、本紅白がきっかけで翌週同曲はオリコン週間シングルチャートで1位に返り咲いた。なお、歌唱終了後のファンファーレにも同曲が使われた。
  - 曲順発表前、『サンケイスポーツ』（2003年12月18日付）が「白組トリおよび大トリの候補にはSMAPが急浮上。従来通り演歌勢からのトリ選出の場合は出場40回目の北島三郎の起用が濃厚」、『日刊スポーツ』（2003年12月25日付）が「SMAPの白組トリおよび大トリが決定。紅組トリには和田アキ子（この年デビュー35周年）、浜崎あゆみ（歌手デビュー5周年。同日『第45回日本レコード大賞』で史上初となる3年連続での大賞受賞を達成）、小林幸子（25年連続出場達成）らが有力視されている」とトリについてのリークを行った。なお紅組トリの候補に挙がった浜崎については、カウントダウンコンサートを掛け持ちしていた。
- 前回好評だった『爆笑オンエアバトル』方式が会場審査全体に拡大し、球数で会場審査が争われた。審査方式は会場審査（2票）とBSデジタルハイビジョンまたは地デジの双方向機能を用いた「デジタルお茶の間審査員」の投票（2票）と特別審査員の11名（11票）の合計15票で争われた。結果はSMAPの大トリ効果で白組が15-0で紅白初の完封勝利（ストレート勝利）（会場審査では紅組:520、白組:1946(内訳、1階席→紅組:107、白組:300、2階席→紅組:196、白組:882、3階席→紅組:217、白組:764)、デジタルお茶の間審査員は紅組:17518、白組:52340、特別審査員は紅組:0、白組:11といずれも白組が優勢）であった（それから20年後の2023年〈第74回〉に於いて紅組が完封（ストレート）勝利（この時のスコアは3-0）を収めている）。これに伴い、日本野鳥の会（1981年〜1985年・1992年）・麻布大学野鳥研究部（1993年〜2002年）と続いた双眼鏡を使っての計測が姿を消すことになった[16]。
- 恒例である最後の勝敗を決める両組司会のボール投げは、過去2年間から司会をしている有働・阿部が行った。しかし、先述の通り白組が15-0と紅白初の完封勝利だったので、有働は一球も投げられず、騒然としていた（有働本人は後にこのことが「傷に残っています」と発言した）。
- エンディングの「蛍の光」の大合唱では、今回から2005年（第56回）までバックコーラスが出演しなくなった。

### その後
- 谷村新司の「いい日旅立ち・西へ」[注 6]、TOKIOの「AMBITIOUS JAPAN!」[注 7]をはじめ、JRグループに関する歌が多かったこともあり、翌日ますだおかだに漫才で「あれは絶対JRから金貰ってるで!」と言われていた。
- 平均視聴率は第1部が35.5%、第2部が45.9%（ビデオリサーチ調べ、関東地区）を記録。第2部は当時の歴代ワーストとなった。今回を最後に関東地区での45%超は達成されていない。
- 翌2004年2月11日には地上波では初の完全再放送が行われた[注 8]。16:50 - 18:40に第1部を放送し、中断番組[注 9]を挟んで19:30 - 21:45に第2部を放送した。なお、再放送終了直後の『NHKニュース10』（開始時刻を15分前倒しして拡大）ではそのスポーツキャスターでもあった有働が勝敗発表を再現した上で「あれ〜1個も無い!」とおどけて見せた。
- 翌年（第55回）における組司会は1人体制に戻された。阿部が翌年も白組司会を続投した一方、有働・膳場・高山は翌年組司会担当を降りている[注 10][注 11]。なお、有働は2012年（第63回） - 2015年（第66回）に総合司会として司会復帰している[注 12][注 13]。

## 司会者
- 紅組司会：有働由美子、膳場貴子（いずれも東京アナウンス室）
- 白組司会：阿部渉、高山哲哉（いずれも東京アナウンス室）
- 総合司会：武内陶子（東京アナウンス室）
- ラジオ中継：小野文惠、藤崎弘士（いずれも東京アナウンス室）

## メイン演奏
- 三原綱木とザ・ニューブリード・東京放送管弦楽団（指揮 三原綱木）

## 審査員
- 浅野ゆう子（女優）：第42回（1991年）の紅組司会。この年下期の連続テレビ小説『てるてる家族』の岩田照子役。
- 五木寛之（作家）：この年『百寺巡礼』などの著書を出版。
- 優香（タレント）：翌年の大河ドラマ『新選組!』の深雪太夫とお幸の二役および『ポップジャム』の司会者。
- 三谷幸喜（脚本家）：『新選組!』の作者。
- 村山由佳（作家）：この年『星々の舟』で第129回直木賞受賞。
- 末續慎吾（陸上選手）：この年の世界陸上パリ大会男子200mで銅メダル獲得。
- 村主章枝（フィギュアスケート選手）：この年のNHK杯およびグランプリファイナル女子シングルで優勝。
- 武田真治（俳優）：この年の金曜時代劇『転がしお銀』の井上宗太郎役およびNHK教育『トップランナー』の司会者。
- 有馬稲子（女優）：この年の春に勲四等宝冠章を授与。
- 星野仙一（阪神タイガース前監督）：この年阪神タイガースを18年ぶりにセ・リーグ制覇に導く。
- 中村季恵・NHK番組制作局長
- 客席審査員（NHKホールの観客全員）
- お茶の間デジタル審査員（デジタル総合・BShiデジタルの視聴者）

## 大会委員長
- 関根昭義･NHK放送総局長

## 出場歌手
紅組、      白組、      企画、      初出場、      返り咲き。
| 曲順 | 組 | 歌手名         | 回 | 曲目                           |
| ---- | -- | -------------- | -- | ------------------------------ |
| 1    | 紅 | BoA            | 2  | DOUBLE                         |
| 2    | 白 | w-inds.        | 2  | Long Road                      |
| 3    | 紅 | 後藤真希       | 初 | オリビアを聴きながら           |
| 4    | 白 | 175R           | 初 | 空に唄えば                     |
| 5    | 紅 | 愛内里菜       | 初 | FULL JUMP                      |
| 6    | 白 | EXILE          | 初 | Choo Choo TRAIN                |
| 7    | 紅 | 長山洋子       | 10 | じょんから女節                 |
| 8    | 白 | 山本譲二       | 12 | みちのくひとり旅               |
| 9    | 紅 | 水森かおり     | 初 | 鳥取砂丘                       |
| 10   | 白 | 山川豊         | 10 | 函館本線                       |
| 11   | 紅 | 香西かおり     | 12 | 無言坂                         |
| 12   | 白 | 前川清         | 13 | 東京砂漠                       |
| 13   | 紅 | モーニング娘。 | 6  | Go Girl 〜恋のヴィクトリー〜   |
| 14   | 白 | Gackt          | 3  | Last Song                      |
| 15   | 紅 | 松浦亜弥       | 3  | ね〜え?                        |
| 16   | 白 | 布施明         | 19 | 君は薔薇より美しい             |
| 17   | 白 | 鳥羽一郎       | 16 | 兄弟船                         |
| 18   | 紅 | 神野美伽       | 2  | 浮雲ふたり                     |
| 19   | 白 | 堀内孝雄       | 15 | 河                             |
| 20   | 紅 | 石原詢子       | 2  | ふたり傘                       |
| 21   | 白 | 伊藤多喜雄     | 2  | TAKIOのソーラン節              |
| 22   | 紅 | 綾戸智絵       | 初 | テネシーワルツ                 |
| 23   | 紅 | 華原朋美       | 5  | ありがとね!                    |
| 24   | 白 | 谷村新司       | 16 | いい日旅立ち・西へ             |
| 25   | 紅 | ZONE           | 3  | Secret base 〜君がくれたもの〜 |
| 26   | 白 | さだまさし     | 15 | たいせつなひと                 |
| 27   | 紅 | 女子十二楽坊   | 初 | 自由                           |
| 28   | 白 | 錦織健         | 2  | 荒城の月                       |
| 29   | 紅 | 安室奈美恵     | 9  | SO CRAZY                       |
| 30   | 白 | 森進一         | 36 | 狼たちの遠吠え                 |

| 曲順 | 組   | 歌手名             | 回 | 曲目                                           |
| ---- | ---- | ------------------ | -- | ---------------------------------------------- |
| 31   | 白   | 森山直太朗         | 初 | さくら（独唱）                                 |
| 32   | 紅   | 浜崎あゆみ         | 5  | No way to say                                  |
| 33   | 白   | ゆず               | 初 | またあえる日まで、濃、夏色                     |
| 34   | 紅   | 一青窈             | 初 | もらい泣き                                     |
| 35   | 白   | TOKIO              | 10 | AMBITIOUS JAPAN!                               |
| 36   | 紅   | aiko               | 2  | えりあし                                       |
| 37   | 白   | はなわ             | 初 | 佐賀県なんでだろう〜スペシャル合体バージョン〜 |
| 37   | 白   | テツandトモ        | 初 | 佐賀県なんでだろう〜スペシャル合体バージョン〜 |
| 38   | 紅   | Every Little Thing | 7  | また あした                                    |
| 39   | 白   | CHEMISTRY          | 3  | YOUR NAME NEVER GONE                           |
| 40   | 紅   | 島谷ひとみ         | 2  | 元気を出して                                   |
| 41   | 白   | 美川憲一           | 20 | さそり座の女 2003                              |
| 42   | 紅   | 小林幸子           | 25 | 孔雀                                           |
| 43   | 白   | 平井堅             | 3  | 見上げてごらん夜の星を                         |
| 44   | 紅   | 藤あや子           | 12 | 曼珠沙華                                       |
| 企画 | 企画 |                    |    | 歌で遊ぼう!紅白Ring Show                       |
| 45   | 紅   | 中島美嘉           | 2  | 雪の華                                         |
| 46   | 白   | ゴスペラーズ       | 3  | 新大阪                                         |
| 47   | 紅   | 坂本冬美           | 15 | あばれ太鼓                                     |
| 48   | 白   | 細川たかし         | 29 | 浪花節だよ人生は                               |
| 49   | 紅   | 森山良子           | 8  | 涙そうそう                                     |
| 49   | 紅   | 夏川りみ           | 2  | 涙そうそう                                     |
| 49   | 白   | BEGIN              | 2  | 涙そうそう                                     |
| 50   | 紅   | 倉木麻衣           | 初 | Stay by my side                                |
| 51   | 白   | 長渕剛             | 2  | しあわせになろうよ                             |
| 52   | 紅   | 和田アキ子         | 27 | 古い日記2003 KOUHAKU Remix                     |
| 53   | 白   | 五木ひろし         | 33 | 逢えて…横浜                                    |
| 54   | 紅   | 石川さゆり         | 26 | 能登半島                                       |
| 55   | 白   | 北島三郎           | 40 | 風雪ながれ旅                                   |
| 56   | 紅   | 川中美幸           | 16 | おんなの一生〜汗の花〜                         |
| 57   | 白   | 氷川きよし         | 4  | 白雲の城                                       |
| 58   | 紅   | 天童よしみ         | 8  | 美しい昔                                       |
| 59   | 白   | SMAP               | 12 | 世界に一つだけの花                             |

### 選考を巡って
- 倉木麻衣、愛内里菜の2組のビーイングアーティストが初出場。愛内は巨大な衣装で登場した。後の会見で「今後は小林・美川・愛内の衣装対決になれたら嬉しいです」と答えている。また、倉木にとっては初のテレビ生放送出演であり、京都府京都市南区の東寺からの中継という特別待遇での出演であった。
- 森山良子・森山直太朗の親子競演が実現。親子が単独出場歌手として同じ回に出場するのは第7回（1956年）の鈴木正夫・鈴木三重子以来となる[17]。
- 今回は紅組・白組の垣根を越えたアーティスト競演があった[18]。
  - 錦織健と女子十二楽坊
  - 「涙そうそう」を大ヒットさせた夏川りみ、作詞の森山良子、作曲のBEGIN
- 『爆笑オンエアバトル』の常連でもあるはなわとテツandトモが出場し競演した。同じく『爆笑オンエアバトル』の常連であるダンディ坂野もCDを発売して紅白を狙ったが出場歌手としては不選出となり、応援ゲストとして登場した。
- 坂本冬美が同年4月に1年ぶりに歌手活動を再開、前年は不出場だった紅白を第52回（2001年）以来2年ぶりに復帰出場を果たす。デビュー曲「あばれ太鼓」を歌唱したが、坂本は歌の最後で感極まって涙声となるシーンがあった。
- この年期間限定で再結成していたSPEED（同メンバーの上原多香子がこの年下期の連続テレビ小説『てるてる家族』にヒロインの姉・岩田夏子役で出演）の再出場が有力視されていたが、実現しなかった。
- 宇多田ヒカルは制作活動のため、この年デビュー25周年を迎えたサザンオールスターズは余力がないため、松任谷由実は休養のため、矢沢永吉は渡米のため、吉田拓郎はコンサート活動のため、それぞれ出場を辞退した[19]。
- 『スポーツニッポン』（10月14日付）が「西城秀樹の返り咲き出場が有力」と報じたが、実現せず。
- この年「RUI」名義で発表したシングル「月のしずく」（この年自身が出演した映画『黄泉がえり』の主題歌）が大ヒットした柴咲コウに対し、番組側は夏頃から出演交渉を行ったが、本人が辞退した。関係者は辞退の理由について、「柴咲自身はやはり自分を女優として考えている。RUIはあくまで映画の役柄。紅白には日本を代表する歌手の方々が出られるので、その場所に自分がいるのは失礼だとの思いからじゃないでしょうか」と語った[20]。
- 特別ゲストとしてスティーヴィー・ワンダーと交渉を行い、順調に進んでいると報道されていたが出演はなかった。同じくCHAGE&ASKAの出演も有力視されたが実現に至らなかった[21]。

### その他
- 北島三郎が史上初の40回出場を達成した。
- 第48回（1997年）の返り咲き出場以来7年連続出場（通算12回）をしていた香西かおりは今回で連続出場が途絶える。香西は第56回（2005年） -第58回(2007年)および第63回(2012年) - 第65回（2014年）、第67回（2016年）で再出場を果たしている。
- 前回返り咲き出場をし今回も出場したSMAPも翌年の第55回は出場を辞退したため今回で連続出場が途絶えたが、第56回（2005年） - 第66回（2015年）に再出場した。
- 第46回（1995年）の初出場以来9年間で連続出場していた安室奈美恵は正式出場歌手としては今回が最後の出場となった。翌年以降は辞退を続けたが、第68回（2017年）に特別歌手として1回限りの復帰を果たしてから、翌2018年9月に引退した。
- 第38回（1987年）の初出場以来連続出場した（第51回（2000年）のみアリスとして出場）谷村新司もソロでは最後の出場となった（第56回、第60回（2009年）にはアリスとして出場、以後再出場がないまま2023年10月8日死去）。
- 第52回（2001年）の初出場以来3年間で連続出場していたZONEも今回が最後の出場となっている。
- 2年連続出場をしていた華原朋美（通算5回）、BEGIN（初出場以来）も今回を最後に出場していない。

## ゲスト出演者
- 松井秀喜（ニューヨーク・ヤンキース外野手）：お茶の間デジタル審査員。
- 石坂浩二：長山洋子〜前川清の曲紹介。
- QRIO（ソニーが開発した二足歩行ロボット）：松浦亜弥の曲紹介。
- ドン・ガバチョ（人形劇『ひょっこりひょうたん島』のキャラクター）：松浦亜弥の曲中。
- 猪名寺乱太郎（アニメ『忍たま乱太郎』のキャラクター）：同上。
- 坂ノ上おじゃる丸（アニメ『おじゃる丸』のキャラクター）同上。
- たーちゃん（NHK-BSマスコットキャラクター）同上。
- 藤田まこと：堀内孝雄の曲中。
- 石原さとみ（『てるてる家族』のヒロイン・岩田冬子役）：綾戸智絵の曲紹介。
- 上野樹里（同じく『てるてる家族』のヒロインの姉・岩田秋子役）：同上。
- 紺野まひる（同じく『てるてる家族』のヒロインの姉・岩田（岡谷）春子役）：同上。
- 山本耕史（『新撰組!』の土方歳三役）：TOKIOの曲紹介。
- 小林隆（同じく『新撰組!』の井上源三郎役）：同上。
- 中村勘太郎[注 16]（同じく『新撰組!』の藤堂平助役）：同上。
- 爆笑問題（この年の『笑いがいちばん』司会者）：aikoの歌前でネタ披露。
- 立川談志：はなわ・テツandトモの曲紹介。
- ダンディ坂野：同上。
- アンジャッシュ、アンタッチャブル、エレキコミック、カンカラ、号泣、18KIN、陣内智則、スピードワゴン、スマイリーキクチ、タカアンドトシ、飛石連休、ニブンノゴ!、パペットマペット、ハレルヤ、星野卓也、ますだおかだ、ユリオカ超特Q：はなわ・テツandトモの曲中。
- 中越典子（この年上期の連続テレビ小説『こころ』のヒロイン・末永（朝倉）こころ役）：島谷ひとみの曲紹介。
- 仲間由紀恵（女優。この年の大河ドラマ『武蔵 MUSASHI』の八重と琴の二役）：同上。
- 綾小路きみまろ：美川憲一の曲紹介。
- 中村玉緒：小林幸子の曲紹介。
- 松村邦洋：北野武のものまね。
- ストレッチマン、まいどん（NHK教育『ストレッチマン2』のキャラクター）：ゴスペラーズの曲紹介。

### 演奏ゲスト
- 澤田勝秋、澤田勝成：長山洋子の三味線伴奏。
- ウェイウェイ・ウー：一青窈の二胡伴奏。
- 押尾コータロー：島谷ひとみのギター伴奏。
- 平安隆：｢紅白RING SHOW｣の三線伴奏。
- 西石垣光広：同上の太鼓伴奏。
- 慶田盛大介：同上の指笛伴奏。
- 宮川泰：エンディング「蛍の光」で指揮担当。

## K-1に視聴率で負けた4分間
裏番組「K-1 PREMIUM 2003 Dynamite!!」（TBS系）でのボブ・サップVS曙の関東地区における瞬間視聴率が、紅白開始時1分間の例外を除けば調査開始以来初めて紅白歌合戦の瞬間視聴率を4分間上回った（この時に紅白で出ていたのは長渕剛であった）。「K-1」は瞬間最高視聴率で43.0%（関東地区、ビデオリサーチ調べ）を記録した。なお、関西地区では3分間、名古屋地区では2分間、「K-1」の瞬間視聴率が紅白歌合戦を上回っている。
| 時刻     | 紅白   | K-1    | 差     |
| -------- | ------ | ------ | ------ |
| 22時59分 | 43.0％ | 33.1％ | 9.1％  |
| 23時00分 | 37.8％ | 38.7％ | -0.9％ |
| 23時01分 | 35.8％ | 42.4％ | -6.6％ |
| 23時02分 | 35.5％ | 43.0％ | -7.5％ |
| 23時03分 | 35.8％ | 42.0％ | -6.2％ |
| 23時04分 | 44.7％ | 23.5％ | 21.2％ |

## 関連番組
ラブ紅白
放送：総合 随時
あなたが選ぶ思い出の紅白　感動の紅白!
放送：BS2 2003年12月29日 17:00 - 18:59、19:30 - 23:00
司会：宮本隆治、黒崎めぐみ（当時東京アナウンス室）
出演者：小林幸子、坂本冬美、前川清、水前寺清子、松村邦洋、水森かおり、松山恵子、ジュン、小川知子、石川ひとみ、柏原芳恵、榊原郁恵、錦野旦、布川敏和、三田明、天地真理、桂三枝、浅茅陽子、ジェームス三木
ゲストの紅白エピソードを紹介したほか、この年活躍した著名人の紅白への思いをVTRで紹介。さらには、前回までの舞台裏のマル秘映像やリハーサル風景などを紹介した。
デジタル紅白歌合戦2003
放送：デジタル総合 2003年12月31日 18:45 - 18:55
司会：コロッケ、中川緑
ゲスト：Rimoko、関口健